# 王家屏
王家屏 （1536年—1603年），字忠伯，號對南，山西大同府應州山陰縣古城人，明朝政治人物，隆慶戊辰進士，萬曆年間官至禮部尚書兼東閣大學士。諡文端。

## 生平
王家屏生於嘉靖十五年（1536年）丙申。嘉靖四十三年（1564年）甲子科山西鄉試第第十二名舉人，隆慶二年（1568年）的廷試高中二甲第二名，選翰林院庶吉士，授編修，預修《世宗實錄》。权臣高拱之兄高捷时任江都御史，贪赃枉法，民怨沸騰，王家屏不顾老友劝阻，直陳其事。明神宗万历元年（1573年），王家屏担任修撰，充日講官，升侍講學士。神宗以其博学多才和端庄气质，譽之為“端人”。
王家屏为人正直，还表现在对宰臣张居正的态度上。张居正从万历元年（1573年）到十年（1582年），一直担任首辅，深得神宗器重，权倾朝野。谁要想得到高官，必先得居正垂青。就是这样一位显赫人物，王家屏也能秉公相待。张居正生病时，朝内大臣都去看望，有的还到寺院祈祷，奉迎至极，唯独王家屏未去。万历十年（1582年）张居正去世后，群臣对他一反常态，倒张的浪潮甚嚣尘上，神宗也撤销了他生前的太师头衔，籍没其家产，而王家屏又能够秉公直言，给予张居正公正的评价。
万历十二年（1584年），王家屏升任礼部右侍郎，一個月後，升吏部左侍郎兼东閣大学士，入阁辅理朝政，每議事，秉正持法，不亢不隨。萬曆十七年時，評事雒於仁進四箴諫神宗，神宗大怒并預備把他重重問罪，王家屏上書進言：「人主出入起居之節，耳目心志之娛，庶官不及知、不敢諫者，輔弼之臣得先知而預諫之，故能防欲於微渺。今於仁以庶僚上言，而臣備位密勿，反緘默茍容，上虧聖明之譽，下陷庶僚蒙不測之威，臣罪大矣，尚可一日立於聖世哉！」神宗聽聞後很不高興，但還是把雒於仁的上書留中不發，從輕發落，雒於仁故而得以善去。
万历十九年（1591年）秋，出任内阁首辅，但后因立儲之事與萬曆帝鬧翻。王家屏执阁六月，时间虽短，但给朝野留下了深刻的印象，他不贪权武断，“推诚秉公，百司事一无所扰”，又“性忠讜，好直諫”，故而頗得朝野讚譽。万历二十年（1592年）三月，給事中李獻上疏言國本事，被震怒的神宗罷黜，王家屏不惜封還御批力諫而被責罵，後其為群臣求請的上疏中「若徒犯顏觸忌，抗爭僨事，被譴罷歸，何名之有！」「更使臣棄名不顧，逢迎為悅，阿諛取容，許敬宗、李林甫之姦佞，無不可為，九廟神靈必陰殛臣，豈特得罪於李獻可諸臣已哉！」「言涉至親，不宜有怒。事關典禮，不宜有怒。臣與諸臣但知為宗社大計，盡言效忠而已，豈意激皇上之怒哉？」等言論屢屢激怒神宗，最終以礼部尚书兼东阁大学士致仕归里。万历三十一年（1603年）卒，葬於山陰縣河陽堡桑乾河畔。

## 著作
有《王文端公集》14卷、《復宿山房文集》40卷。

## 家族
曾祖王縉，知縣；祖王朝用，冠帶歲貢生；父王憲武（1509年-1565年），字克定，號石溪，貢士；母韓氏；繼母梁氏；繼母景氏。慈侍下。兄王家瑄，弟王家翰；王家璧；王家璽；王家楫。

## 延伸阅读
[在维基数据编辑]
 《國朝獻徵錄·卷之十七》，出自焦竑《國朝獻徵錄》
 《明史卷二百一十七》，出自《明史》

| 官衔          | 官衔                       | 官衔          |
| ------------- | -------------------------- | ------------- |
| 前任： 申時行 | 明朝内阁首輔 1591年—1592年 | 繼任： 趙志皋 |